# Элорде, Габриэль
Габриэль Элорде ((англ. Gabriel Elorde); также известный как Молния Элорде, (англ. Flash Elorde); 25 марта 1935, Бого, Филиппины — 2 января 1985, Кесон-Сити, Филиппины) — филиппинский боксёр. Чемпион мира во 2-й полулёгкой весовой категории (единый, 1960—1967; WBC, 1963—1967; WBA, 1963—1967; The Ring, 1963—1967). Член Международного зала боксёрской славы.

## Биография
Родился 25 марта 1935 года в Бого, Филиппины. Был младшим из 16 детей в бедной семье. Из-за нищеты был вынужден рано бросить школу и пойти работать.
Любовь к боксу Габриэлю привил его друг, Лусио Лаборте, который сам был профессиональным боксёром.

## Профессиональная карьера
Дебютировал на профессиональном ринге 16 июня 1951 года. Одержал победу нокаутом в 4-м раунде.
20 июля 1955 года победил чемпиона мира в полулёгком весе американца Сэнди Саддлера. Титул на кону не стоял.

### Чемпионский бой с Сэнди Саддлером
18 января 1956 года во второй раз встретился с Сэнди Саддлером. На этот раз, на кону стоял принадлежащий американцу титул чемпиона мира в полулёгком весе. Саддлер одержал победу техническим нокаутом в 13-м раунде.

### Чемпионский бой с Гарольдом Гомесом
16 марта 1960 года встретился с американцем Гарольдом Гомесом. На кону стоял титул чемпиона мира во 2-м полулёгком весе. Элорде нокаутировал своего соперника в 7-м раунде.

### Защиты титулов (1960—1963)
17 августа 1960 года во второй раз встретился с Гарольдом Гомесом. Победил нокаутом в первом же раунде.
19 марта 1961 года победил по очкам американца Джоуи Лопеса.
16 декабря 1961 года нокаутировал в первом же раунде итальянца Серджо Капрари.
23 июня 1962 года победил по очкам американца Оберна Коупленда.
16 февраля 1963 года победил по очкам американца Джонни Биззарро. Элорде стал первым чемпионом мира во 2-м полулёгком весе по версии только что появившихся организаций WBC и WBA.
16 ноября 1963 года победил дисквалификацией ганского боксера Лава Аллотея.

### Чемпионский бой с Карлосом Ортисом
Поднялся в весе. 15 февраля 1964 года Элорде встретился с чемпионом мира в лёгком весе по версиям WBC и WBA пуэрториканцем Карлосом Ортисом. Проиграл техническим нокаутом в 14-м раунде.

### Защиты титулов (1964—1966)
Вернулся во 2-й полулёгкий вес.
27 июля 1964 года нокаутировал в 12-м раунде японца Теруо Косаку.
5 июня 1965 года во второй раз встретился с Теруо Косакой. Победил нокаутом в 15-м раунде.
4 декабря 1965 года победил по очкам южнокорейца Кана Иль Со.
19 марта 1966 года, в не титульном поединке, победил по очкам экс-чемпиона мира в лёгком весе панамца Исмаэля Лагуну.
9 июня 1966 года, в не титульном поединке, проиграл по очкам японцу Ёсиаки Нумате.
22 октября 1966 года победил по очкам аргентинца Висенте Милана Дерадо.

### Второй бой с Карлосом Ортисом
28 ноября 1966 года во второй раз встретился с Калосом Ортисом. На кону стоял принадлежащий Ортису титул чемпиона мира в лёгком весе по версии WBA. Элорде проиграл нокаутом в 14-м раунде.

### Второй бой с Ёсиаки Нуматой
15 июня 1967 года во второй раз встретился с Ёсиаки Нуматой. На кону стояли титулы Элорде во 2-м полулёгком весе. Филиппинец проиграл по очкам.

## Смерть
Элорде был заядлым курильщиком. Умер от рака лёгких 2 января 1985 года в возрасте 49 лет. Похоронен в Маниле.

## Титулы и достижения

### Региональные
- Титул Philippines Games & Amusement Board в легчайшем весе (1952).
- Титул OPBF в легчайшем весе (1952—1953).
- Титул Philippines Games & Amusement Board в лёгком весе (1954, 1957—1958).
- Титул OPBF в лёгком весе (1957, 1958—1962, 1962—1966).
- Титул Philippines Games & Amusement Board во 2-м полулёгком весе (1957).

### Мировые
- Единый чемпион мира во 2-м полулёгком весе (1960—1967).
- Чемпион мира во 2-м полулёгком весе по версии WBC (1963—1967).
- Чемпион мира во 2-м полулёгком весе по версии WBA (1963—1967).
- Чемпион мира во 2-м полулёгком весе по версии The Ring (1963—1967).

### Другие
- Первый представитель Филиппин, ставший чемпионом мира во 2-м полулёгком весе.

## Признание
- В 1988 году включён во Всемирный зал боксёрской славы.
- В 1993 году включён в Международный зал боксёрской славы[1].

## Семья
Был женат, супругу звали Лаура.